# 洞隣寺
洞隣寺（とうりんじ）は、愛知県刈谷市今岡町日向14にある曹洞宗の寺院である。山号は今岡山。愛知梅花三十三箇所観音霊場6番霊場である。

## 歴史
天正8年（1580年）の開山とされ、開基は三河刈谷城主の水野忠重とされる。
1906年（明治39年）、堂宮大工の小野田又蔵によって本堂が再建された。

## 境内
境内は東海道に面しており、境内入口には寛政8年（1796年）の年号が刻まれた常夜灯が建っている。

### めったいくやしいの墓
「めったいくやしいの墓」の伝承がある。かつて洞隣寺で下働きをしていた醜女が、高津波にある医王寺の住職に一目ぼれしたが、住職には相手にされなかったため憤死した。住職には何の非もないわけであるが、醜女は死んでから青い火玉となって医王寺のほうに飛んで行ったという。

### 中津藩士の墓
寛宝2年（1742年）に遊女をめぐって斬り合った2人の豊前中津藩士にまつわる伝承がある。

### ギャラリー

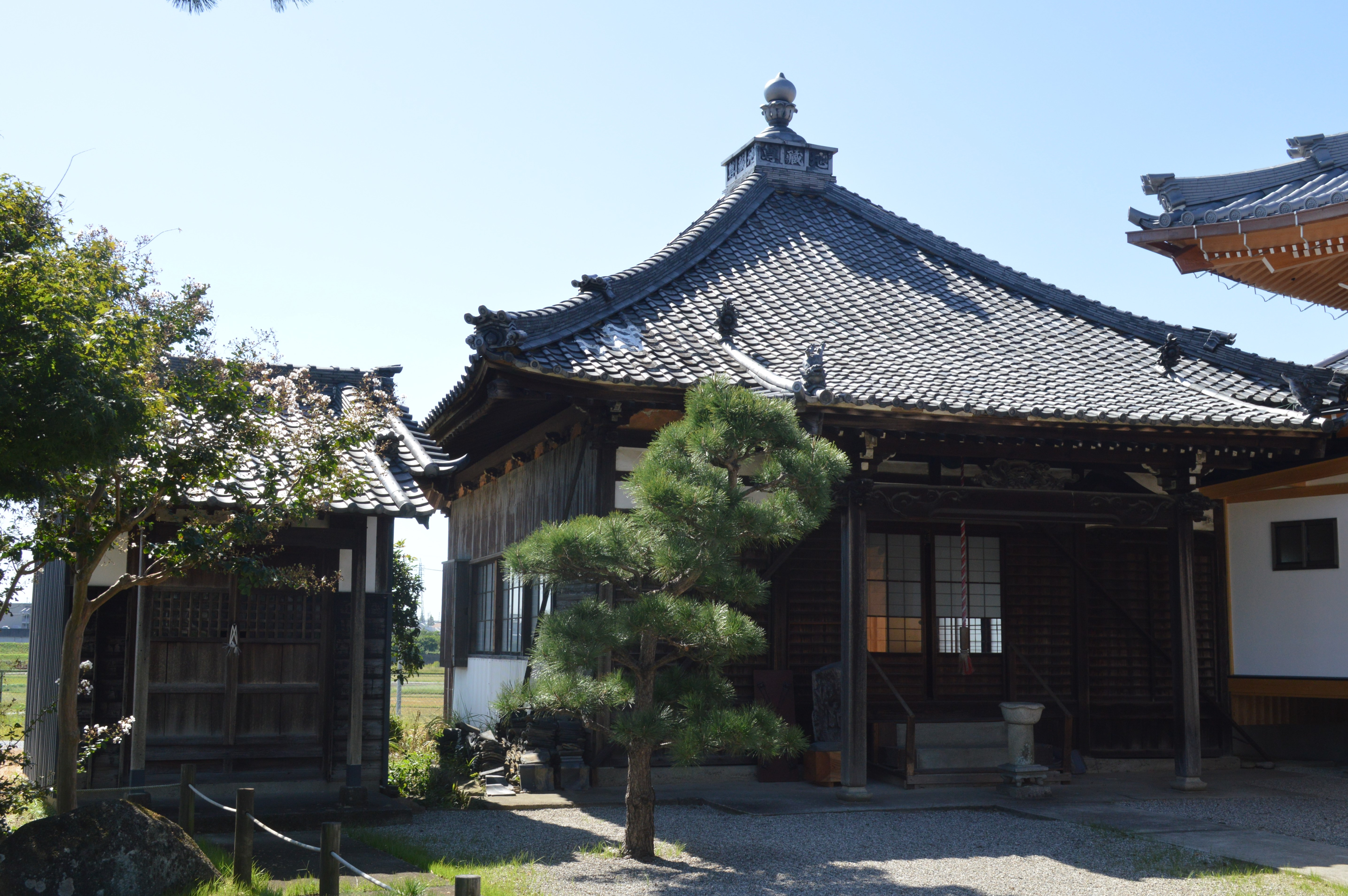
堂
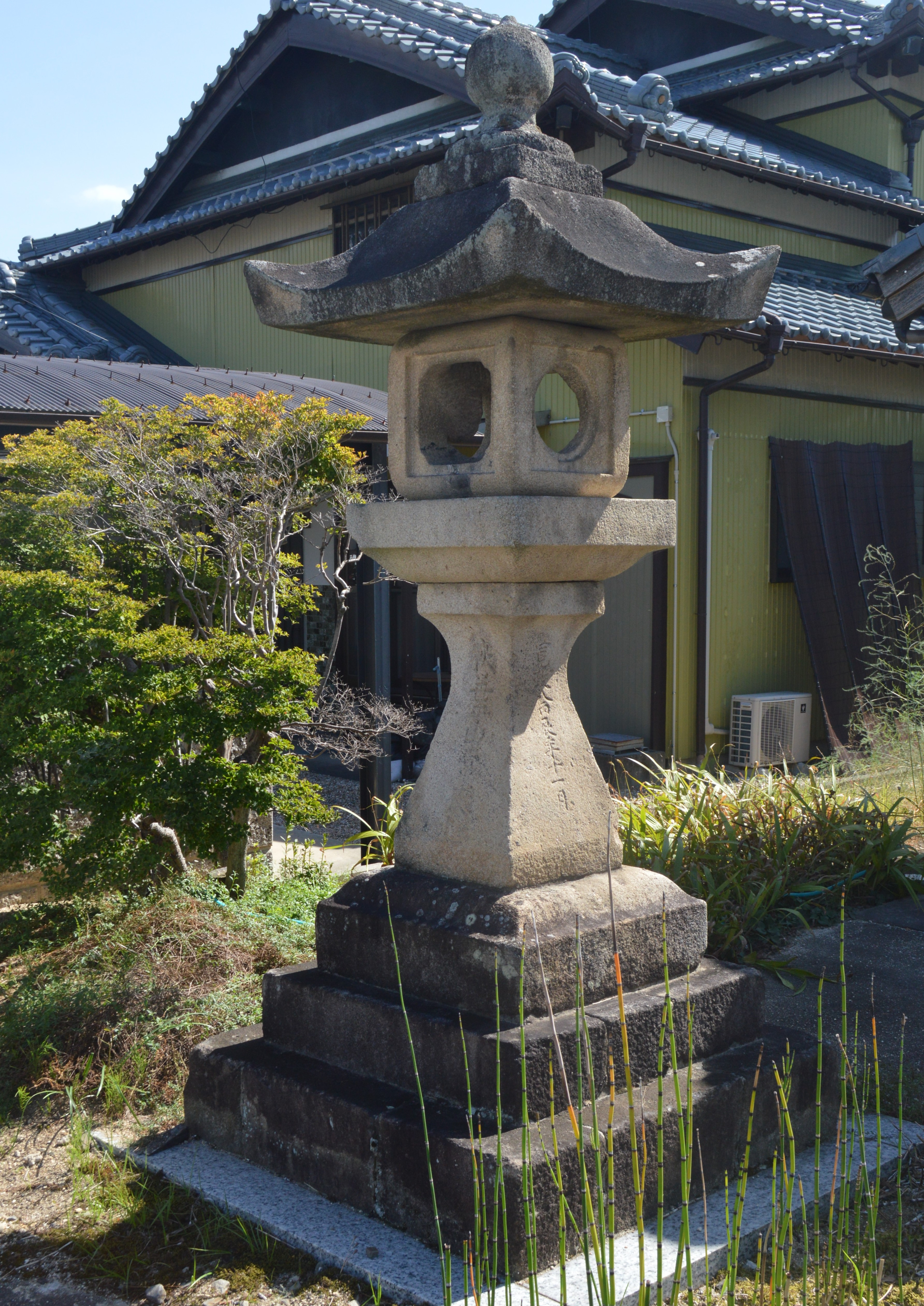
常夜灯
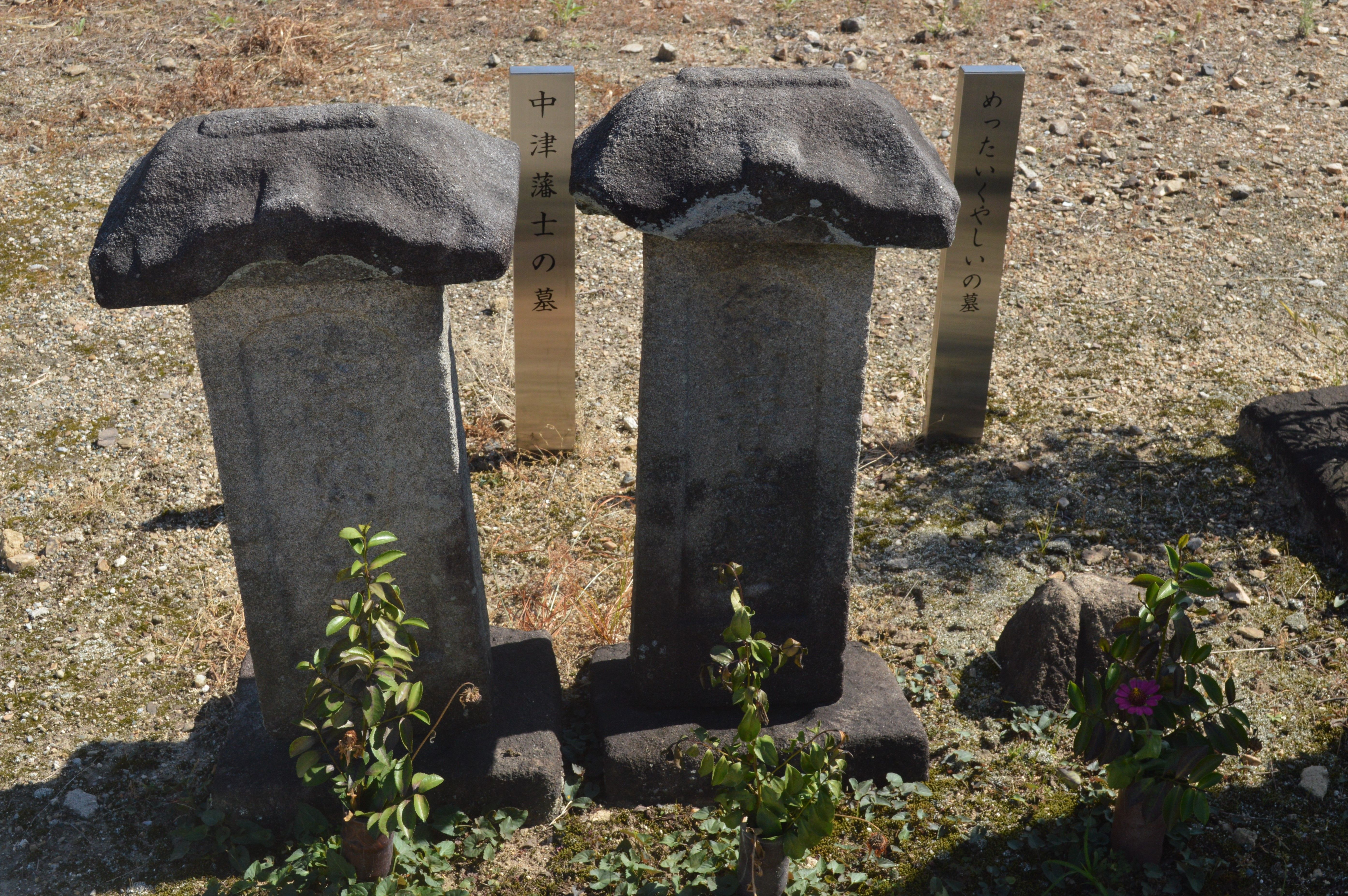
中津藩士の墓（左と中央）とめったいくやしいの墓（右）
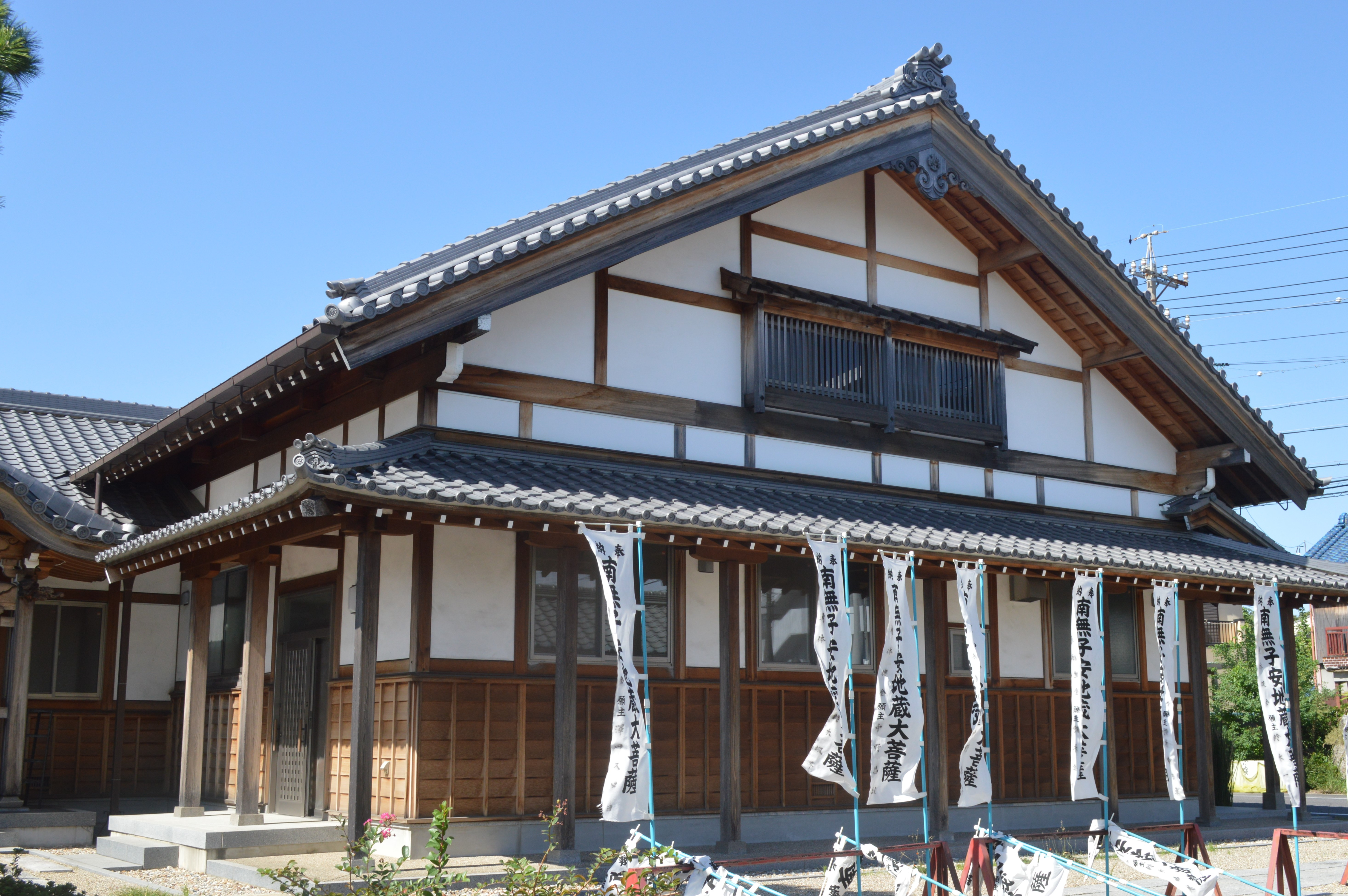
庫裏

## 交通アクセス

### 所在地
- 448-0008：愛知県刈谷市今岡町日向14

### アクセス
- 名鉄名古屋本線 富士松駅から徒歩。